# إليزابيث جوانا كونينغ
إليزابيث جوانا كونينغ (بالهولندية: Elisabeth Johanna Koning) هي رسامة هولندية، ولدت في 1 مارس 1816 في هارلم في هولندا، وتوفيت في 25 يونيو 1887 في روتردام في هولندا.